# 수원금호초등학교
수원금호초등학교는 대한민국 경기도 수원시 권선구에 있는 공립 초등학교이다. 수원에서 학생 수가 2번째로 많다.

## 학급 편성
학급 편성은 1학년 9반, 2학년 10반, 3학년 12반, 4학년 12반, 5학년 12반, 6학년 13반까지 68학급이 있다.(특수 학급 1반, 유치원 3반)

## 시설
- 1층:교무실, 하브루타 도서관, 보건실, WEE 클래스(상담실)
- 2층: 하브루타 도서관, 급식실, 방송실
- 3층: 체육관, 과학실1,2, 과학 준비실, 아이리스(도서관)
- 4층: 해피니스(도서관)
- 5층: 교과전담실, 음악실, 조이리스

## 연혁
- 2015. 1.28 수원금호초등학교 설립 인가
- 2015. 3. 1 수원금호초등학교 개교
- 2015. 3. 1 초대 김두성 교장선생님 부임
- 2018. 09. 01   제2대 이병준교장선생님 부임
- 2022. 09. 01   제3대 이기형교장선생님 부임